# Raphael Clarkson
Raphael „Raph“ Clarkson (* 1987 in London) ist ein britischer Jazzmusiker (Posaune, Komposition, auch Gesang).

## Leben und Wirken
Clarkson hat eine (kontinental-)europäische Familiengeschichte; seine Großmutter, die Schauspielerin Sabine Michael, war eine deutsch-jüdische Emigrantin, seine verstorbene Mutter Micaela Comberti, eine Geigerin im Bereich der Alten Musik. Sein Vater Gustav Clarkson († 2020) spielte Bratsche in einem bekannten Streichquartett. Raphael Clarson spielte zu Beginn seiner Karriere in verschiedenen musikalischen Bereichen, von traditionellem Jazz bis zu Salsa, Ska, zeitgenössisch-klassischer Musik und Neuer Improvisationsmusik. Er studierte Musik an der York University, an der er 2008 den Bachelor erwarb; sein Mentor war John Taylor.
Clarkson arbeitete in der britischen Jazzszene u. a. ab Anfang der 2010er-Jahre in der Formation Worldservice Project (mit Tim Ower, Dave Morecroft, Conor Chaplin, Neil Blandford), mit der erste Aufnahmen entstanden (Relentless). In den folgenden Jahren spielte er mit Laura Jurds Chaos Orchestra (Island Mentality). Im Bereich des Jazz war er zwischen 2010 und 2018 an fünf Aufnahmesessions beteiligt. Mit seinem Ensemble The Dissolute Society, gegründet 2017, legte er das Album Soldiering On vor, an dem sein Vater Gustav, Huw Warren und Laura Jurd mitgewirkt hatten; 2019 folgte sein zweites Album Resolute mit Keyboarder Phil Merriman und Drummer Simon Roth, das sich mit der Dichtung von Gboyega Odubanjo auseinandersetzte.

## Diskographische Hinweise
- Worldservice Project: Fire in a Pet Shop (MegaSound, 2013)
- Worldservice Project: For King & Country (RareNoise, 2015)
- Worldservice Project: Serve (RareNoise, 2017)